# Большой Лахсын
Большой Лахсын — река в России, протекает по Ханты-Мансийскому АО. Устье реки находится в 645 км по правому берегу реки Обь. Длина реки составляет 64 км, площадь водосборного бассейна 593 км².

## Притоки
- Самутнелсоим (пр)
- Хоптыхонгольт (лв)
- 12 км: Малый Лахсын (лв)
- Калангсоим (пр)
- 32 км: Картехтенгсоим (пр)
- 33 км: Кижингсоим (Ман-Кижинг-Соим) (пр)
- Егеингсоим (лв)
- Нёромсоим (лв)
- Айюган (пр)

## Данные водного реестра
По данным государственного водного реестра России относится к Нижнеобскому бассейновому округу, водохозяйственный участок реки — Обь от впадения Иртыша до впадения реки Северная Сосьва, речной подбассейн реки — бассейны притока Оби от Иртыша до впадения Северной Сосьвы. Речной бассейн реки — (Нижняя) Обь от впадения Иртыша.
Код объекта в государственном водном реестре — 15020100112115300022238.